# Mario Krüger (Intendant)
Mario Krüger (* 22. April 1935 in Hamburg) ist ein deutscher Dramaturg, Theaterregisseur und Theaterintendant.

## Leben und Wirken
1960 war er 1. Dramaturg am Theater der Stadt Bremen (Albert Lippert). 1962 wurde Krüger Chefdramaturg am Stadttheater Bern, (Walter Oberer). 1967 arbeitete er als Chefdramaturg und persönlicher Referent des Generalintendanten am Stadttheater Kiel (Joachim Klaiber). Krüger leistete die Aufbauarbeit für ein eigenständiges Kinder- und Jugendtheater (hierzu: Alina Tiews: „Es ist mir federleicht ums Herz. Die Geschichte des Kinder- und Jugendtheaters in Kiel“ Husum-Verlag 2014). 1973 wurde Krüger Intendant der Landesbühne Niedersachsen Nord in Wilhelmshaven. Krüger war maßgeblich für den Aufbau des Kinder- und Jugendtheaters verantwortlich. Unter seiner Leitung wurde auch das theaterpädagogische Modell für Kinder- und Jugendtheater eingeführt. Von 1979 bis 1991 war er Generalintendant am Staatstheater in Braunschweig. Er beteiligte sich an der Gründung des Kinder- und Jugendtheaters in Braunschweig und erhielt 1981 einen Sonderpreis des Deutschen Bühnenvereins. 1991 war er Generalintendant am Staatstheater Schwerin. Im Jahre 1993 arbeitete er als Chefdramaturg und Intendant am Stadttheater Trier.